# Архієпархія Пекіна
Архієпархія Пекіна або Пекінський архідіоцез (лат. Archidioecesis Pechimensis) — митрополія Римо-Католицької Церкви з центром в місті Пекін, КНР. Заснований у 1690. Нині до Пекінського архідіоцезу входять єпархії Аньго, Чжаосяня, Чжендіна, Цзінсяня, Баодіна, Синтая, Сяньсяня, Сюаньхуа, Даміна, Тяньцзіня, Вейсяня, Лулуна. За даними 1949 року митрополія налічувала 215 915 вірян.

## Історія
10 квітня 1690 Римський папа Олександр VIII видав буллу Romani Pontificis, якою заснував єпархію Пекіна, виділивши її з єпархії Макао. Цього ж дня єпархія Пекіна увійшла до митрополії Гоа. Проте кордони єпархії цією буллою не були визначені.
15 жовтня 1696 Римський папа Інокентій XII видав бреве E sublimi sedis, яким визначив кордони єпархії Пекіна, включивши до неї три провінції. Пізніше на території цих провінцій були утворені нові апостольські вікаріати Шаньсі (нині — Архієпархія Тайюаня) та Шеньсі (нині — Архієпархія Сіаня), які виділилися з пекінської єпархії.
9 вересня 1831, 14 серпня 1838 і 3 вересня 1839 єпархія Пекіна передала частину своєї території для зведення нових апостольських вікаріатів Кореї (нині — Архієпархія Сеула), Леаотона (нині — Архієпархія Шеньяна).
30 травня 1856 Римський папа Пій IX скасував пекінську єпархію, а її територію розділив між трьома новими апостольськими вікаріатами Північного Чжилі, Північно-Східного Чжилі (нині — Єпархія Сяньсяня) та Південно-Західного Чжилі. Це рішення призвело до закінчення португальського патронату та заміни португальських місіонерів на французьких лазаристів.
23 грудня 1899, 14 лютого 1910 та 27 квітня 1912 апостольський вікаріат Північного Чжилі передав частину своєї території новим апостольським вікаріатам Східного Чжилі (нині — Єпархія Лулуна), Центрального Чжилі (нині — Єпархія Баоді).
3 грудня 1924 апостольський вікаріат Північного Чжилі перейменований на апостольський вікаріат Пекіна.
10 травня 1926 та 25 травня 1929 апостольський вікаріат Пекіна передав частину своєї території для зведення нового апостольського вікаріату Сюаньхуафу (нині — Єпархія Сюаньхуа) та місії sui iuris Ісяня (нині — Апостольська префектура Ісяня).
11 квітня 1946 Римський папа Пій XII видав буллу Quotidie Nos, якою перетворив апостольський вікаріат Пекіна в архієпархію.

## Перелік єпископів
- Бернардін делла К'єза (Bernardino Della Chiesa OFM) (1690 — 20.12.1721);
- Manuel Jesu-Maria-Josè O. F. M. — єпископ Нанкіна, апостольський адміністратор, фактично архідіоцезом керував Carlo Orazi da Castorano OFM (1721—1725);
- Francisco de la Purificacion (1725—1734);
- Polycarpo de Sousa (19.12.1740 — 26.05.1757);
- Joaquim da Souza Saraiva (6.07.1808 — 18.02.1818);
- Joseph-Martial Mouly (28.04.1846 — 4.12.1868);
- Edmond-François Guierry (4.12.1868 — 21.01.1870);
- Louis-Gabriel Delaplace (21.01.1870 — 24.05.1884);
- François-Ferdinand Tagliabue (5.08.1884 — 13.03.1890);
- Jean-Baptiste-Hippolyte Sarthou (6.06.1890 — 13.04.1899);
- Pierre-Marie-Alphonse Favier (13.04.1899 — 4.04.1905);
- Stanislas Jarlin (5.04.1905 — 27.01. 1933);
- Paul Leon Cornelius Montaigne (27.01.1933 — квітень 1946);
- кардинал Хома Тянь Генсінь (11.04.1946 — 24.07.1967);
- з 24.07.1967 — 21.09.2007 кафедра була вакантна (Sede vacante);
- архієпископ Йосип Лі Шань (21 вересня 2007 — по теперішній час).